# Slavonski Brod
Slavonski Brod és una ciutat de Croàcia. És el centre administratiu del Comtat de Brod-Posavina. Slavonski Brod marcava una població de 63.268 persons al cens del 2001. Junt amb Brod (Bòsnia i Hercegovina) forma una conurbació amb un total d'uns 110.000 habitants.

## Fills il·lustres
- Marko Rothmüller (1908-1993), baríton i compositor musical.